# Cornelis Vreeswijk
Cornelis Vreeswijk, né le 8 août 1937 à IJmuiden et mort le 12 novembre 1987  à Stockholm, est un acteur et un auteur-compositeur-interprète néerlando-suédois.

## Biographie
Né aux Pays-Bas, Cornelis Vreeswijk émigra en Suède avec ses parents en 1949. Il suivit une formation de travailleur social tout en souhaitant devenir journaliste, mais il se consacra à la musique.
Cornelis Vreeswijk est souvent considéré comme étant un des chanteurs suédois ayant eu le plus d'influence. Sa traduction libre de Hello Muddah, Hello Fadduh (A Letter from Camp) (en) d'Allan Sherman est restée célèbre en Suède. Il a joué avec Jan Johansson (en), Rune Gustafsson et Rune Carlsson, et interprété des chansons de Carl Michael Bellman, Evert Taube et Lars Forssell. Il a aussi fait quelques chansons en néerlandais, dont De nozem en de non, qui connut un certain succès aux Pays-Bas.
En 2010 est sorti un film biographique à son sujet, Cornelis (en), réalisé par Amir Chamdin (en). Son rôle y est interprété par Hank Von Helvete, chanteur de Turbonegro.

## Galerie

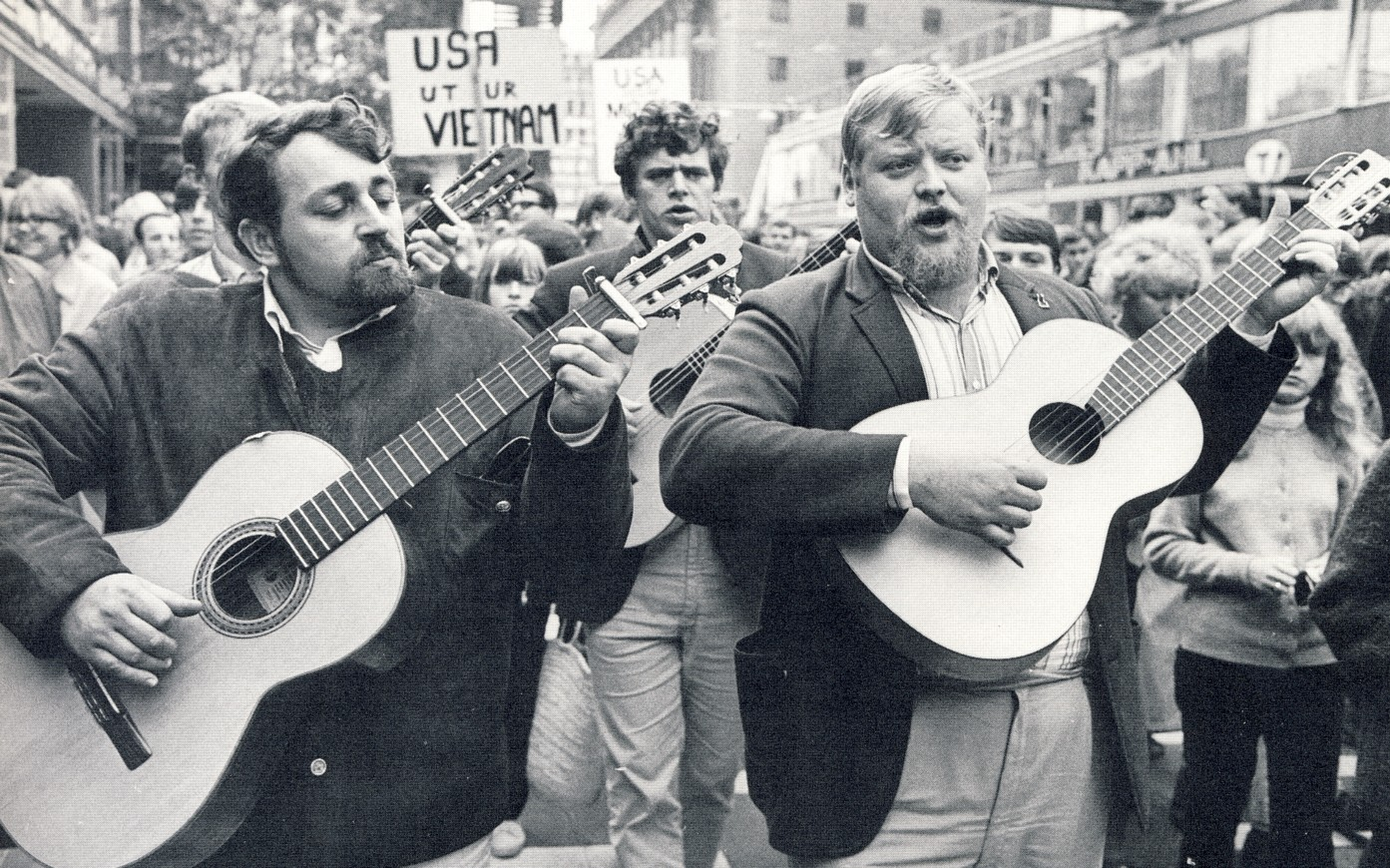
En 1965 avec Fred Åkerström (en) et Gösta Cervin (sv) dans une marche de protestation contre la guerre du Vietnam
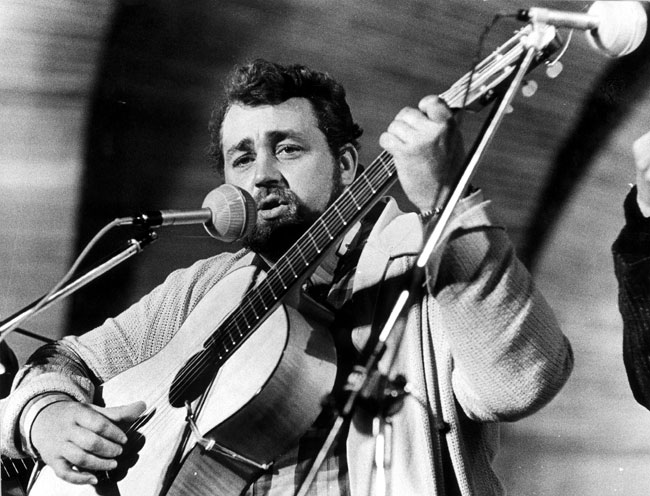
En 1966
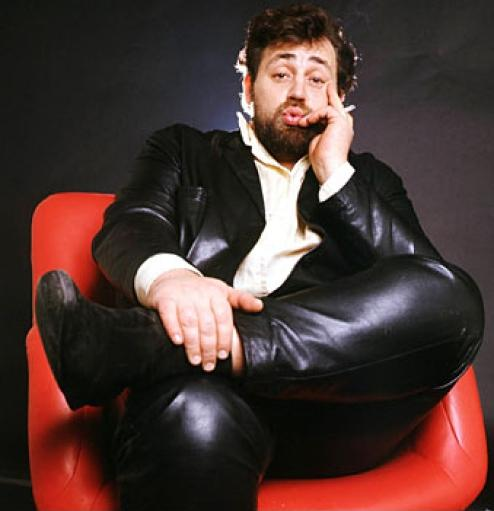
En 1967
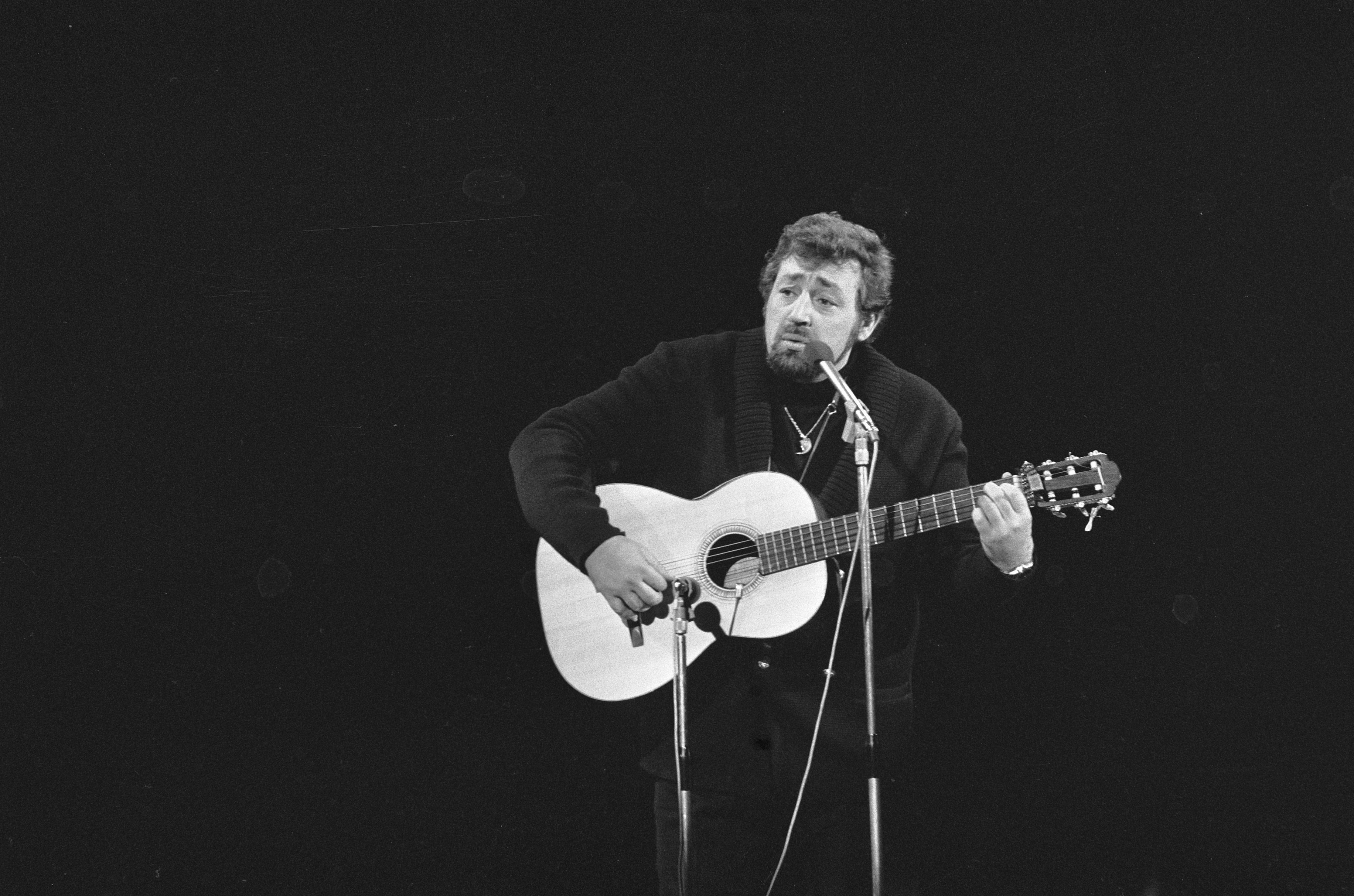
En 1974 au Grand Gala du Disque Populaire
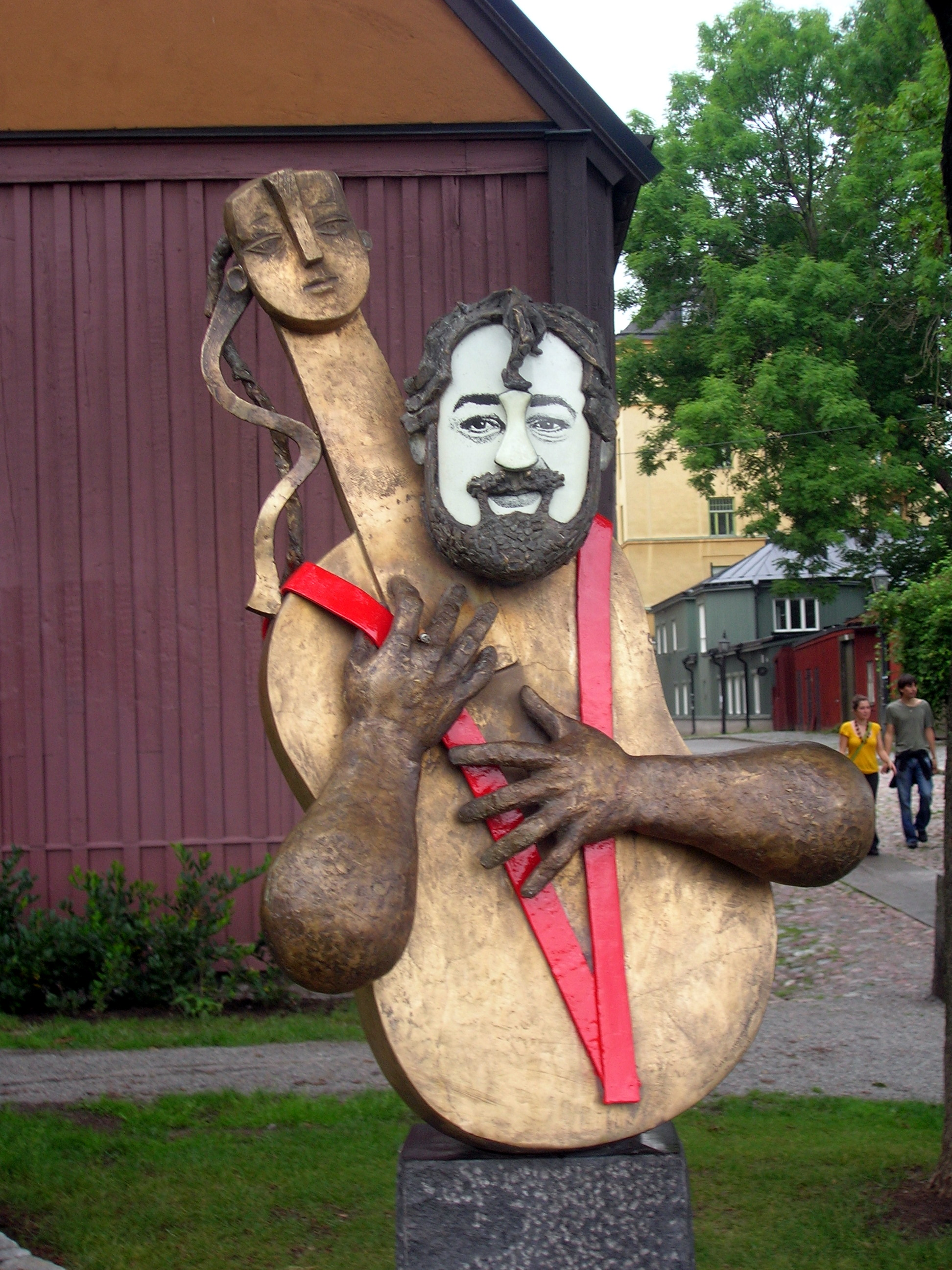
Sculpture de Bitte Jonason Åkerlund (sv) dans le Cornelisparken (sv)

## Discographie

### Discographie suédoise
Albums réalisés en studio :
- 1964 - Ballader och oförskämdheter
- 1965 - Ballader och grimascher
- 1966 - Grimascher och telegram
- 1968 - Tio vackra visor och Personliga Person
- 1969 - Cornelis sjunger Taube
- 1970 - Poem, ballader och lite blues
- 1971 - Spring mot Ulla, spring! Cornelis sjunger Bellman
- 1972 - Visor, svarta och röda
- 1973 - Istället för vykort
- 1973 - Linnéas fina visor
- 1974 - Getinghonung
- 1976 - Narrgnistor och transkriptioner
- 1977 - Movitz! Movitz!
- 1978 - Cornelis sjunger Victor Jara
- 1978 - Narrgnistor 2, En halv böj blues och andra ballader
- 1978 - Felicia´s svenska suite
- 1979 - Vildhallon
- 1981 - Turistens klagan
- 1980 - En spjutkastares visor
- 1980 - Bananer - bland annat
- 1981 - Cornelis sjunger Povel
- 1981 - Hommager och Pamfletter
- 1985 - Mannen som älskade träd

Captations de concerts :
- 1965 - Visor och oförskämdheter
- 1972 - Östen, Enrst-Hugo & Cornelis på börsen
- 1972 - Cornelis live!
- 1979 - Cornelis - Live. Montmartre-Köpenhamn Vol 1
- 1979 - Cornelis - Live. Montmartre-Köpenhamn Vol 2
- 1979 - Cornelis - Live. Montmartre-Köpenhamn
- 1979 - Jazz incorporated

Compilations et albums posthumes :
- 1978 - Från narrgnistor och transkriptioner och Linnéas fina visor
- 1985 - Cornelis Bästa
- 1990 - Cornelis sjunger Bellman och Forssell
- 1993 - Mäster Cees memoarer|Mäster Cees memoarer vol. 1–5
- 1995 - Cornelis på Mosebacke
- 1996 - Guldkorn från Mäster Cees memoarer
- 1998 - Gömda guldkorn
- 2000 - Till sist
- 2000 - Bellman, Taube och lite galet
- 2000 - En fattig trubadur
- 2002 - Black girl
- 2003 - Bästa (Cornelis Vreeswijk samlingsalbum)|Bästa
- 2004 - Cornelis i Saltis
- 2007 - CV Det Bästa Med Cornelis Vreeswijk

### Discographie néerlandaise
- 1972 – Cornelis Vreeswijk
- 1973 – Leven en laten leven
- 1974 – Liedjes voor de Pijpendraaier en mijn Zoetelief
- 1976 – Foto's en een souvenir: Vreeswijk zingt Croce
- 1977 – Het recht om in vrede te leven
- 1978 – Het beste van Cornelis Vreeswijk
- 1982 – Ballades van de gewapende bedelaar

## Textes publiés
- En handfull gräs, 1970.
- I stället för vykort, 1974.  (ISBN 91-1-731331-7)
- Felicias svenska suite, 1978.  (ISBN 82-03-09752-9)
- Till Fatumeh, 1987.  (ISBN 91-7608-384-5)
- Till Fatumeh (paperback), 1989.  (ISBN 91-7642-471-5)
- Sånger, ed. Jan-Erik Vold, 1988.  (ISBN 91-7608-399-3)
- Dikter, ed. Jan-Erik Vold, 1989.  (ISBN 91-7608-439-6)
- Osjungna sånger, 1990.  (ISBN 91-7608-488-4)
- Skrifter, ed. Jan-Erik Vold, 2000:

1. Samlade sånger.  (ISBN 91-7324-770-7)
2. Enskilda sånger.  (ISBN 91-7324-770-7)
3. Dikter Prosa Tolkningar.  (ISBN 91-7324-771-5)

## Filmographie
- 1982 : Le Vol de l'aigle de Jan Troell